# Esports World Convention

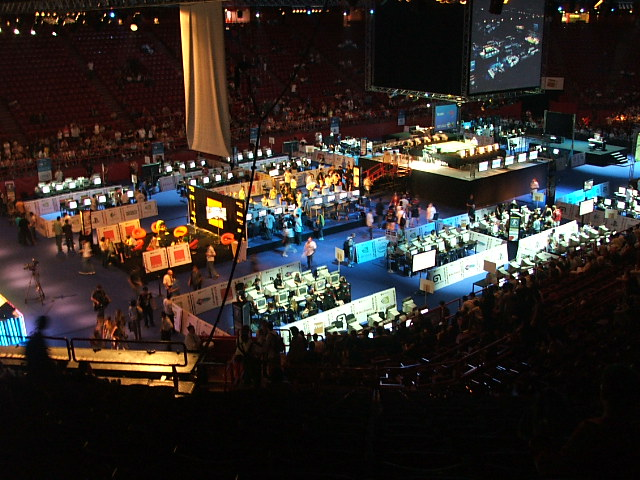
ESWC Turnaj

Electronic Sports World Convention (zkratkou ESWC, dříve známé jako Electronic Sports World Cup) je mezinárodní profesionální herní mistrovství. Každý rok vítězové národních kvalifikačních akcí po celém světě mají právo reprezentovat svoji zemi na ESWC finále . Tato akce získala obdiv za skvělou organizaci a schopnost udělat perfektní show jako nikdo jiný .

## Historie
ESWC Bylo původně vytvořeno francouzskou společností Ligarena , která dříve hostila menší lan akci ve Francii pod názvem LAN Arena . Později se Ligarena rozhodla udělat něco ve větším měřítku a to vedlo ke vzniku ESWC. V roce 2005 se Ligarena stává společností která poskytuje herní služby . V roce 2009 kupuje ESWC další francouzská společnost Games-Solution a stává se tak oficiálním majitelem ESWC .
Od roku 2003 do roku 2010 bylo rozdáno v Grand finále přes více než 1,721,000$ to znamená 34 420 000 KČ .

## Poslední ESWC Velké finále

### 2003
| 2003                         | Gold                     | Silver                      | Bronze                      | 4th                   |
| Counter-Strike               | [9]                      | zEx                         | SK Gaming*                  | GoodGame              |
| WarCraft III: Reign of Chaos | Alborz "HeMaN" Haidarian | Fredrik "MaDFroG" Johansson | Antoine "FaTC" Zadri        | Yoan "ToD" Merlo      |
| Unreal Tournament 2003       | Christian "GitzZz" Hoeck | Björn "zulg" Sunesson       | Jonathan "Fatal1ty" Wendell | Aaron "Lotus" Everitt |
| Quake III Arena              | Anton "Cooller" Singov   | John "ZeRo4" Hill           | Alexej "LeXeR" Něstěrov     | Pelle "fazz" Söderman |
| Counter-Strike Female        | SK Gaming                | Femina Bellica              | Denmark Girls               | To Hell Angels        |

### 2004
| 2004                            | Gold                              | Silver                       | Bronze                      | 4th                         |
| Counter-Strike                  | Titans                            | spiXel                       | Virtus.pro                  | The Stomping Grounds        |
| Warcraft III: The Frozen Throne | Dae Hui "FoV" Cho                 | Fredrik "MaDFroG" Johansson  | Alborz "HeMaN" Haidarian    | Jung Hee "Sweet" Chun       |
| Unreal Tournament 2004          | Maurice "BurningDeath" Engelhardt | Christian "GitzZz" Hoeck     | Laurens "Lauke" Pluijmakers | Nicola "Forrest" Geretti    |
| Quake III Arena                 | Švédsko                           | USA                          | Rusko                       | Bělorusko                   |
| Counter-Strike Female           | Team all 4 one                    | Ladies.AMD                   | New4\|eibo                  | Les Seules                  |
| Pro Evolution Soccer 3          | Samad "Samsam" Baism              | Marcel "Xside" Waulke        | Čchen Č'-liang              | Wang Cao-sing               |
| Painkiller                      | Sander "Vo0" Kaasjager            | Alessandro "Stermy" Avallone | Michael "Dr.Moerser" Froese | Jonathan "Fatal1ty" Wendell |

### 2005
| 2005                            | Gold                         | Silver                    | Bronze                      | 4th                              |
| Counter-Strike                  | compLexity                   | SK Gaming*                | Mousesports                 | Lunatic-hai                      |
| WarCraft III: The Frozen Throne | Manuel "Grubby" Schenkhuizen | Andrej "Deadman" Sobolev  | Seo Woo "ReiGn" Kang        | Li "Sky" Siao-feng               |
| Unreal Tournament 2004          | Michael "winz" Bignet        | Markus "Falcon" Holzer    | Laurens "Lauke" Pluijmakers | Michele "DevilMC" Esposito       |
| Quake III Arena                 | Anton "Cooller" Singov       | Paul "czm" Nelson         | Magnus "fojji" Olsson       | Jason "socrates" Sylka           |
| Counter-Strike Female           | Girls Got Game               | Ladies.AMD                | x6tence.AMD                 | Beat off The Best                |
| Pro Evolution Soccer 4          | Badr "ArabianJoker" Hakeem   | Mike "Mike" Moreton       | Raúl "Legre" Alegre         | "Zhao_Hang"                      |
| Gran Turismo 4                  | Pierre "Snake" Lenoire       | Thibault "Carter" Lacombe | Arnaud "Lucky" Lacombe      | Jean-Philippe "Phenicks" Lacombe |

### 2006
| 2006                            | Gold                   | Silver                      | Bronze                 | 4th                         |
| Counter-Strike                  | Made in Brazil         | fnatic                      | ALTERNATE aTTaX        | Team 3D                     |
| WarCraft III: The Frozen Throne | Jae Wook "Lucifer" Noh | Ivica "Zeus[19]" Markovic   | Li "Sky" Siao-feng     | Zdravko "Insomnia" Georgiev |
| Quake 4                         | Michael "winz" Bignet  | Alexej "Cypher" Januševskij | Ivo "Forever" Lindhout | Anton "Cooller" Singov      |
| Counter-Strike Female           | Beat off the Best      | Les Seules                  | Hacker Victory         | SK Gaming*                  |
| Pro Evolution Soccer 5          | Bruce "Spank" Grannec  | Moustafa "Myto" Menadi      | Yasin "Jinxy" Koroglu  | Sung Sien-č'                |
| Gran Turismo 4                  | Pierre "Snake" Lenoire | Thibault "Carter" Lacombe   | Arnaud "Lucky" Lacombe | Daniel "Holl01" Holland     |
| Trackmania Nations              | Dorian "Carl" Vallet   | Manuel "Baiy000r" Baier     | Pascal "gaLLo" Jäger   | Adrien "Dridrione" Auxent   |

### 2007
| 2007                            | Gold                      | Silver                    | Bronze                       | 4th                           |
| Counter-Strike                  | PGS.PokerStrategy.com     | Team NoA                  | fnatic *                     | Made in Brazil                |
| WarCraft III: The Frozen Throne | Lee Sung "SoJu" Duk       | Olav "Creolophus" Undheim | Manuel "Grubby" Schenkhuizen | Jun "Lyn" Park                |
| Quake 4                         | Maciej "av3k" Krzykowski  | Anton "Cooller" Singov    | Michael "winz" Bignet        | Mikael "PURRI" Tarvainen      |
| Counter-Strike Female           | SK Gaming **              | EHONOR                    | Be The Best                  | Unfinished                    |
| Pro Evolution Soccer 6          | Sven "S-Butcher" Wehmeier | Bruce "Spank" Grannec     | Mike "El Matador" Linden     | Almeida "Bubaloo" Jorge       |
| Trackmania Nations              | Freek "XenoGear" Molema   | Dorian "Carl" Vallet      | Simon "Lign" Ferreira        | Charles "selrahc37" Devillard |

### 2008
| 2008                            | Gold                                  | Silver                  | Bronze                   | 4th                  |
| Counter-Strike                  | PGS.MYM                               | eSTRO                   | fnatic                   | Mousesports          |
| WarCraft III: The Frozen Throne | Du-Seop "WhO" Chang                   | Li "Sky" Siao-feng      | Čuo "TeD" Ceng           | Seo Woo "ReiGn" Kang |
| Quake III Arena                 | Alexej "Cypher" Januševskij           | Marcel 'K1llsen' Paul   | Shane "Rapha" Hendrixson | Fan "Jibo" Č'-po     |
| Counter-Strike Female           | SK Gaming                             | emuLate                 | EHonor                   | MeetYourMakers       |
| Trackmania Nations              | Kalle "Frostbeule" Moertlund Videkull | Freek "XenoGear" Molema | Simon "Lign" Ferreira    | Dorian "Carl" Vallet |
| Defense of the Ancients         | Zenith                                | KingSurf                | MeetYourMakers           | Evil Geniuses        |

#### Mistři Paříže
| 2008 Masters of Paris           | Gold                        | Silver                  | Bronze                               | 4th                    |
| Counter-Strike                  | Mortal Teamwork             | fnatic                  | Mousesports                          | Roccat                 |
| WarCraft III: The Frozen Throne | Jae Ho "Moon" Jang          | Li "Sky" Siao-feng      | Yoan "ToD" Merlo                     | Du-Seop "WhO" Chang    |
| Quake III Arena                 | Alexej "Cypher" Januševskij | Magnus "fox" Olsson     | Maciej "av3k" Krzykowski             | Fan "Jibo" Č'-po       |
| Counter-Strike Female           | Les Seules                  | SK Gaming               | Emulate                              | forZe                  |
| Trackmania Nations              | Simon "Lign" Ferreira       | Freek "XenoGear" Molema | Kalle "Frostbeule" Mörtlund Videkull | Pedro "Moriah" Barbosa |
| Defense of the Ancients         | SK Gaming                   | The Elder Gods          | MeetYourMakers                       | Evil Geniuses          |

#### Mistři Atén
| 2008 Masters of Athens          | Gold                     | Silver                    | Bronze                   | 4th                         |
| WarCraft III: The Frozen Throne | June "Lyn" Park          | Jae Ho "Moon" Jang        | Yoan "ToD" Merlo         | Du-Seop "WhO" Chang         |
| Quake 3                         | Shane "Rapha" Hendrixson | Sebastian "Spart1e" Siira | Maciej "av3k" Krzykowski | Alexej "Cypher" Januševskij |

### 2009

#### Mistři Cheonanu
| 2009 Masters of Cheonan         | Gold                          | Silver                    | Bronze                 | 4th                    |
| Counter-Strike                  | fnatic                        | SK-Gaming                 | Mousesports            | Alchemists             |
| WarCraft III: The Frozen Throne | Pedro "LucifroN" Moreno Durán | June "Lyn" Park           | Wej-liang "Fly100%" Lu | Dmitrij "Happy" Kostin |
| StarCraft: Brood War            | Gregory "IdrA" Fields         | Olexij "White-Ra" Krupnik | Ji-Soo "ToSsGirL" Seo  | Ming-lu "Super" Čang   |
| Special Force                   | ITBANK Razer                  | eSTRO                     | ITBANK teenager Razer  | END                    |
| FIFA Online 2                   | Kim Jung-Min                  | Lee Woo-Young             | Yang Jin-Mo            |                        |

### 2010
| 2010                            | Gold            | Silver             | Bronze                 | 4th                        |
| Counter-Strike                  | Natus Vincere   | SK Gaming          | Mortal Teamwork        | Frag eXecutors             |
| Warcraft III: The Frozen Throne | June "Lyn" Park | Jae Ho "Moon" Jang | Sung sik "ReMinD" Kim  | Happy                      |
| Quake Live                      | Rapha           | av3k               | Anton "Cooller" Singov | Dahang                     |
| Counter-Strike Female           | SK Gaming       | fnatic             | Millenium              | Mousesports                |
| Trackmania                      | Bergie          | Moria              | YoYo                   | Carl                       |
| Defense of the Ancients         | EHOME           | DTS                | MeetYourMakers         | Nirvana                    |
| FIFA 2010                       | Astank          | Pires              | Andrei                 | Quinzas                    |
| Need for Speed: Shift           | Steffan         | Husky              | Sliver                 | lecho                      |
| Super Street Fighter IV         | Jwong           | Marn               | Luffy                  | Sun Woo "Infiltration" Lee |
| guitar hero 5                   | Banobi          | CNB.Luckysonic     | vVv Smokyprogg         | kyuhwan "TeamTest" Han     |

| # | Countries | Gold | Silver | Bronze | Total |